# دايان ناش
دياني نـاش (بالإنجليزية: Diane Nash)‏ هي محاضرة أمريكية، ولدت في 15 مايو 1938 في شيكاغو في الولايات المتحدة. اعتبرت الحملات التي أقامتها ناش من أنجح الحملات في هذا العصر. شملت جهودها أول حملة ناجحة في مجال الحقوق المدنية والتي عملت على دمج طاولات الغداء (ناشفيل)؛ وأصبحت ديان من فرسان الحرية الذين ألغوا الفصل العنصري فيما يتعلق بالسفر بين الولايات، وشاركوا في تأسيس لجنة التنسيق الطلابية اللا عنفية (SNCC)، وفي افتتاح مشروع حقوق التصويت في ألاباما؛ وعملوا على حركة سلمى لحقوق التصويت. ساعد كل هذا في الحصول على موافقة الكونغرس على قانون حقوق التصويت لعام 1965، والذي سمح للحكومة الفيدرالية أن تشرف على ممارسات الولاية وتطبيقها بما يضمن للأمريكيين سواء كانوا من أصول أفريقية أو من الأقليات الأخرى حقهم في التسجيل والتصويت.

## النشأة
ولدت ناش في عام 1938، ونشأت في شيكاغو برعاية والدها ليون ناش ووالدتها دورثي بولتون ناش في منطقة كاثوليكية من الطبقة الوسطى. كان والدها من المحاربين القدامى الذين شاركوا في الحرب العالمية الثانية، بينما عملت والدتها بصفتها عاملة خرامة خلال الحرب، ما اضطرها أن تترك ناش في رعاية جدتها كاري بولتون حتى السابعة من عمرها. كانت بولتون امرأة مثقفة وعُرفت بتهذيبها وأخلاقها.
انفصل والدا ناش بعد انتهاء الحرب، فتزوجت دورثي ثانيةً من جون بيكر، وهو نادل لعربة طعام على السكك الحديدية مملوكة من قبل شركة بولمان. كما كان عضواً في أخوية حمالي السيارات النائمين، وهي واحدة من أقوى اتحادات السود في البلاد. لم تعد ناش تلتقي جدتها كما كانت في السابق لأن والدتها دورثي توقفت عن العمل خارج المنزل، إلا أن كاري واصلت تأثيرها المهم في حياة حفيدتها، حيث حرصت بولتون أن تدفع ناش لإدراك قيمتها وأهميتها، ولم تكن تناقش في موضوع العرق في الكثير من الأحيان مؤمنة أن هذا التحيز العنصري كان بمثابة شيء علّمه كبار السن للأجيال الشابة. ملأت كلمات وأفعال بولتون حفيدتها بالثقة والشعور بتقدير الذات، ووفرت لها في الوقت نفسه بيئة محمية ما جعلها تتعرض للعنصرية الشديدة كلما تقدم بها السن.

## التعليم
التحقت ناش بالمدارس الكاثوليكية، حتى أنها اعتبرت راهبة في إحدى المراحل. وانتخبت وصيفة لملكة الجمال في مسابقة جمال إقليمية أقيمت لانتخاب المرشحات للمنافسة على لقب ملكة جمال إلينوي.
غادرت ناش إلى العاصمة واشنطن للالتحاق بجامعة هوارد والتي عُرفت عبر التاريخ أنها كلية للسود (HBCU)، وذلك بعد تخرجها من مدرسة هايد بارك الثانوية في شيكاغو. انتقلت بعد عام إلى جامعة فيسك في ولاية تينيسي، حيث تخصصت في اللغة الإنكليزية. عبرت ناش عن تطلعها قدماً لصقل شخصيتها خلال فترة وجودها في الكلية، فقد أرادت استكشاف القضايا الصعبة في ذلك الوقت. اكتشفت لأول مرة القوة الكاملة لقوانين وأعراف جيم كرو ولتأثيرها على حياة السود في ناشفيل. روَت ناش عن تجربتها في معرض ولاية تينيسي عندما اضطرت لاستخدام مرحاض «السيدات الملونات»، وكانت هذه هي المرة الأولى التي شاهدت وتأثرت بإشارات الفصل. بدأت معالم القيادة تظهر لدى ناش بسبب غضبها من واقع الفصل العنصري، وسرعان ما أصبحت ناشطة تعمل بدوام كامل.

## حركة ناشفيل الطلابية
بحثت ناش عن طريقة لتحدي الفصل عندما كانت طالبةً في فيسك، فبدأت تحضر ورشات للعصيان المدني اللا عنفي بقيادة جيمس لوسون. الذي درس أثناء وجوده في الهند أساليب المهاتما غاندي في الحراك المباشر اللا عنفي والمقاومة السلبية التي استخدمها في حركته السياسية. وأصبحت ناش واحدة من تلاميذ لوسون المخلصين بحلول نهاية فصلها الدراسي الأول في فيسك. على الرغم من ترددها في المشاركة في الحركة اللا عنفية، إلا أنها برزت كقائدة بسبب امتلاكها أسلوباً جيداً في التحدث إلى الصحافة والسلطات، لتصبح في نوفمبر من عام 1960 زعيمة اعتصامات ناشفيل، التي استمرت من فبراير إلى مايو، وكانت تبلغ حينها 22 عاماً.
تضمنت ورشات عمل لوسون عمليات محاكاة مهمتها إعداد الطلاب للتعامل مع المضايقات اللفظية والجسدية التي سيواجهونها بشكل أساسي في الاعتصامات. وفي إطار الاستعداد لذلك، كان الطلاب يغامرون بالخروج إلى المتاجر والمطاعم، ولا يفعلون شيئاً أكثر من التحدث إلى المدير عندما كان العمال يرفضون خدمتهم. قيَّم لوسون تفاعلات الطلاب في كل محاكاة واعتصام، مذكراً إياهم بضرورة معاملة مضايقيهم بالحب والتعاطف. اعتبرت هذه الحملة فريدة من نوعها حيث تألف أفرادها وقادتها من طلاب الجامعات والشباب في المقام الأول. امتدت اعتصامات ناشفيل إلى 69 مدينة في سائر أنحاء الولايات المتحدة.
على الرغم من استمرار الاحتجاجات في ناشفيل وعبر الجنوب، إلا أن ديان ناش خدمت بنجاح مع ثلاثة آخرين في مطعم بوست هاوس في 17 مارس من عام 1960. واصل الطلاب الاعتصامات في طاولات الغداء المنفصلة لعدة أشهر، وتقبلوا الاعتقالات التي جرت تماشياً مع مبادئ اللا عنف. قادت ناش المحتجين ضد سياسة إطلاق السراح بالكفالة جنباً إلى جنب مع جون لويس في فبراير 1961. قضت ناش وقتاً في السجن تضامناً مع «روك هيل ناين»، وهم عبارة عن تسعة طلاب سُجنوا بعد اعتصام للغداء وحُكم عليهم جميعاً بدفع غرامة 50 دولاراً بسبب جلوسهم على إحدى الطاولات المخصصة للناس البيض فقط. وقالت ناش للقاضي بعد أن اختيرت متحدثة رسمية: «نشعر أننا إذا دفعنا هذه الغرامات فإننا سنساهم في دعم الظلم والممارسات غير الأخلاقية التي نُفذت خلال الاعتقال وإدانة المتهمين.»
عندما سألت ناش عمدة ناشفيل «بن ويست» على درج قاعة المدينة: «هل تشعر أنه من الخطأ التمييز بين الأشخاص على أساس العرق أو اللون؟»، اعترف العمدة بأنه كان قد فعل ذلك. وبعد مرور ثلاثة أسابيع، بدأت طاولات الطعام تخدم السود أيضاً. قالت ناش رداً على هذا الحدث: «أشعر بكثير من الاحترام تجاه الطريقة التي أجاب بها. لم يكن مضطراً للرد كما فعل، حيث شعر أنه من الخطأ التمييز بين مواطني ناشفيل على طاولات الغداء تبعاً للون بشرتهم. شكلت هذه نقطة التحول. وكان ذلك اليوم مهماً جداً».
التقت ديان ناش بزميلها في الاحتجاج جيمس بيفل لأول مرة أثناء مشاركتها في اعتصام ناشفيل، وقد تزوج الثنائي لاحقاً، وأنجبا ابناً وابنة. تطلق الزوجان بعد سبع سنوات من زواجهما ولم تتزوج ناش مجدداً.
في 1961، شاركت ديان ناش في طوابير الاعتصام احتجاجاً على أحد المتاجر المحلية الذي كان يرفض توظيف السود. تدخلت الشرطة عندما بدأ عدد من شباب المنطقة ذوي البشرة البيضاء بإلقاء البيض على المحتجين ولكم الكثيرين منهم، فألقت القبض على 15 شخصاً، خمسة منهم فقط من المهاجمين البيض. وأُطلقت سراح جميع السود الذين سُجنوا بكفالة 5 دولارات باستثناء واحد منهم. لكن ناش بقيت، وكان يبلغ عمرها 21 عاماً حين أصرت على أن يُلقى القبض عليها مع الآخرين من ذوي البشرة السوداء، وعندما سُجنت رفضت الخروج بكفالة.

## مؤتمر القيادة المسيحية الجنوبية ولجنة التنسيق الطلابية اللا عنفية
في ربيع 1960، شارك ما يقارب مئتي طالب في حركة الاعتصام التي حصلت على مستوى البلاد في رالي في شمال كارولينا، لعقد مؤتمر تنظيمي. حيث تبنى مؤتمر القيادة المسيحية الجنوبية -بناءً على طلب إيلا بيكر- اجتماع الطلاب الذي عُقد في تاريخ 15 أبريل. وضع مارتن لوثر كينغ تصوراً لرابطة طلبة مؤتمر القيادة المسيحية الجنوبية، إلا أن بيكر نفسها نصحت الشباب بالبقاء مستقلين واتباع مبادئهم الخاصة. وبناءً على ذلك، كانت ناش واحدةً من مؤسسي لجنة التنسيق الطلابية اللا عنفية، في عام 1960، والتي كانت مستقلة عن منظمات البالغين الأخرى. تركت ناش المدرسة لقيادة جناح العمل المباشر. وحاولت منظمات عديدة مثل مؤتمر المساواة العرقية ومؤتمر القيادة المسيحية الجنوبية أن تجند لجنة التنسيق الطلابية اللا عنفية لتكون خاصة لها، لكن هذه اللجنة كانت ترفض الدعوات باستمرار. بينما استمرت لجنة التنسيق الطلابية اللا عنفية في المشاركة في العديد من أهم الحملات التي حصلت في عصر الحقوق المدنية، مضيفةً بذلك صوتاً شاباً وجديداً للحركة.
اعتُقلت ناش مع عشرة من زملائها من طلاب روك هيل في ولاية كارولينا الجنوبية في أوائل عام 1961 للاحتجاج على نظام الفصل العنصري، وبمجرد دخولهم السجن، لم يقبلوا الإفراج بكفالة. بدأت هذه الأحداث الدرامية تسلط الضوء على النضال في سبيل العدالة العنصرية التي بدأت بالظهور. كما سُلط الضوء أيضاً على فكرة «السجن من دون إطلاق السراح بكفالة»، والذي كان يستخدمه العديد من نشطاء الحقوق المدنية الآخرين كلما ارتفعت حدة الكفاح من أجل الحقوق.
ومع خوفها من السجن، قُبض على ناش عشرات المرات بسبب أنشطتها. حيث أمضت 30 يوماً في أحد سجون كارولينا الجنوبية بعد احتجاجها على نظام الفصل العنصري في روك هيل، في فبراير 1961. وعلى الرغم من أنها كانت حاملاً في شهرها الرابع بابنتها شيري في عام 1962، فقد واجهت عقوبة السجن لمدة عامين في ميسيسيبي لمساهمتها في تحريض القاصرين وتشجيعهم على أن يصبحوا من فرسان الحرية ويستلموا زمام الأمور. على الرغم من حملها، كانت مستعدة لقضاء وقتها في السجن مع إمكانية أن تلد ابنتها هناك. تعاملت ناش مع هذا الاحتمال بمنتهى الجدية، وقضت يومين في الصلاة والتأمل قبل أن تتوصل إلى قرار وتكتب خطاباً مفتوحاً: "أعتقد أن ذهابي إلى السجن الآن، سيساعد في أن يأتي اليوم الذي يصبح فيه طفلي وكل الأطفال أحراراً بشكل أسرع، ليس مجرد يوم ولادتهم فحسب، ولكن طوال حياتهم". حُكم عليها إثر ذلك بالسجن لمدة 10 أيام في جاكسون في ولاية مسيسيبي، حيث قضت وقتها هناك تغسل مجموعتها الوحيدة من الملابس في الحوض خلال النهار، وتستمع إلى صوت الصراصير في الليل".
استمرت ناش بتأدية العديد من الأدوار في مؤتمر القيادة المسيحية الجنوبية من عام 1961 وحتى عام 1965، كان هذا المؤتمر تحت إدارة مارتن لوثر كينغ الابن. وعلى الرغم من مرور العديد من السنوات، إلا أن ناش كانت واضحة حول رؤيتها للعلاقة مع كينغ قائلة: «لم أعتبر دكتور كينغ قائداً لي، بل لطالما اعتبرت نفسي إلى جانبه، كما أنه كان إلى جانبي. كنت سأفعل ما تطلب مني الروح أن أفعل، لذلك إن كان لي قائد، فستكون الروح هي قائدي». قطعت في وقت لاحق علاقاتها مع القيادة المسيحية الجنوبية، وشككت في هيكل القيادة، بما فيها صفوفهم التي يسيطر عليها الذكور ورجال الدين. كما انفصلت عن لجنة التنسيق الطلابية اللا عنفية في عام 1965، بعد أن تغيرت توجيهاتها تحت قيادة ستوكلي كارمايكل، الذي كان يواجه مشكلة خاصة مع خروج المنظمة عن ركيزتها الأساسية وهي اللا عنف.